# Championnat du Mozambique de football 2017
Navigation
Saison 2016 Saison 2018
La saison 2017 du Championnat du Mozambique de football est la quarante-et-unième édition du championnat de première division au Mozambique. Les seize meilleurs clubs du pays sont regroupés au sein d'une poule unique où ils s'affrontent deux fois, à domicile et à l'extérieur. En fin de saison, les trois derniers sont relégués et remplacés par les trois meilleurs clubs de deuxième division.
C'est l'União de Songo qui remporte le championnat cette saison après avoir terminé en tête du classement final, avec huit points d'avance sur le CD Costa do Sol. Il s'agit du tout premier titre de champion du Mozambique de l'histoire du club.

## Les clubs participants
- CD Costa do Sol
- CD Maxaquene
- Ferroviario de Nacala
- Clube Ferroviário de Maputo
- Vilankulo FC
- Desportivo de Nacala
- Associação Desportiva de Macuácua - Promu de D2
- UP Lichinga - Promu de D2
- Clube Ferroviário de Nampula
- Chingale de Tete - Promu de D2
- Clube Ferroviário da Beira
- Primeiro de Maio de Quelimane
- Liga Desportiva de Maputo
- Textáfrica do Chimoio - Promu de D2
- FC Chibuto
- União de Songo

## Compétition

### Classement
Le barème utilisé pour établir le classement est le suivant :
- Victoire : 3 points
- Match nul : 1 point
- Défaite, forfait ou abandon : 0 point

| Rang | Équipe                             | Pts | J  | G  | N  | P  | Bp | Bc | Diff |
| ---- | ---------------------------------- | --- | -- | -- | -- | -- | -- | -- | ---- |
| 1    | União de Songo                     | 64  | 30 | 19 | 7  | 4  | 38 | 15 | +23  |
| 2    | CD Costa do SolC                   | 56  | 30 | 16 | 8  | 6  | 41 | 19 | +22  |
| 3    | Ferroviario de Nacala              | 50  | 30 | 14 | 8  | 8  | 27 | 19 | +8   |
| 4    | Clube Ferroviário da BeiraT        | 45  | 30 | 11 | 12 | 7  | 36 | 27 | +9   |
| 5    | Desportivo de Nacala               | 44  | 30 | 10 | 14 | 6  | 23 | 18 | +5   |
| 6    | Liga Desportiva de Maputo          | 44  | 30 | 12 | 8  | 10 | 40 | 30 | +10  |
| 7    | FC Chibuto                         | 43  | 30 | 11 | 10 | 9  | 28 | 28 | 0    |
| 8    | Clube Ferroviário de Maputo        | 43  | 30 | 12 | 7  | 11 | 26 | 24 | +2   |
| 9    | Vilankulo FC                       | 40  | 30 | 9  | 13 | 8  | 27 | 25 | +2   |
| 10   | Clube Ferroviário de Nampula       | 37  | 30 | 7  | 16 | 7  | 22 | 20 | +2   |
| 11   | Textáfrica do ChimoioP             | 37  | 30 | 10 | 7  | 13 | 27 | 38 | -11  |
| 12   | CD Maxaquene                       | 34  | 30 | 8  | 10 | 12 | 25 | 28 | -3   |
| 13   | Primeiro de Maio de Quelimane      | 34  | 30 | 8  | 10 | 12 | 30 | 36 | -6   |
| 14   | Chingale de Tete                   | 30  | 30 | 8  | 6  | 16 | 30 | 44 | -14  |
| 15   | UP LichingaP                       | 26  | 30 | 6  | 8  | 16 | 15 | 30 | -15  |
| 16   | Associação Desportiva de MacuácuaP | 18  | 30 | 4  | 6  | 20 | 13 | 47 | -34  |

|  | Qualification pour la Ligue des champions de la CAF 2018                                        |
|  | Qualification pour la Coupe de la confédération 2018                                            |
|  | Relégation directe en deuxième division                                                         |
|  | T : Tenant du titre C : Vainqueur de la Coupe du Mozambique P : Club promu de deuxième division |

## Bilan de la saison
| Championnat du Mozambique de football 2017                             |                                   |
| Champion                                                               | União de Songo (1er titre)        |
| Coupes et trophées                                                     |                                   |
| Vainqueur de la Coupe du Mozambique 2017                               | CD Costa do Sol                   |
| Qualifications continentales                                           |                                   |
| Ligue des champions de la CAF 2018                                     | União de Songo                    |
| Coupe de la confédération 2018                                         | CD Costa do Sol                   |
| Promotions et relégations                                              |                                   |
| Promus en Moçambola                                                    | Sporting Nampula                  |
| Promus en Moçambola                                                    | UP Manica                         |
| Promus en Moçambola                                                    | Incomati Xinavane                 |
| Relégués en Championnat du Mozambique de football de deuxième division | Associação Desportiva de Macuácua |
| Relégués en Championnat du Mozambique de football de deuxième division | Chingale de Tete                  |
| Relégués en Championnat du Mozambique de football de deuxième division | UP Lichinga                       |